# Noteriades pulchripes
Noteriades pulchripes is een vliesvleugelig insect uit de familie Megachilidae. De wetenschappelijke naam van de soort is voor het eerst geldig gepubliceerd in 1897 door Cameron.
De soort is bekend uit India en Myanmar.